# Le Perray-en-Yvelines
Le Perray-en-Yvelines település Franciaországban, Yvelines megyében. Lakosainak száma 6515 fő (2022. január 1.). Le Perray-en-Yvelines Les Essarts-le-Roi, Auffargis, Les Bréviaires, Rambouillet és Vieille-Église-en-Yvelines községekkel határos.

## Népesség
A település népességének változása:
| Lakosok száma | 6713 | 6755 | 6888 | 6724 | 6656 | 6597 | 6571 | 6543 | 6515 |
|               | 2013 | 2015 | 2016 | 2017 | 2018 | 2019 | 2020 | 2021 | 2022 |